# Klenovi
Klenovi (en rus: Кленовый) és un poble (un possiólok) de l'óblast de Rostov, a Rússia, segons el cens rus del 2010 tenia 543 habitants. Pertany al districte de Zernograd.